# Atalaia (Montijo)
Atalaia é uma povoação portuguesa do Município de Montijo que foi sede da extinta Freguesia de Atalaia, freguesia que tinha 2,65 km² de área e 2 239 habitantes (2011), e, por isso, uma densidade populacional de 844,9 hab/km².
A Freguesia de Atalaia foi extinta (agregada) pela reorganização administrativa de 2012/2013, tendo o seu território sido agregado ao da Freguesia de Alto Estanqueiro - Jardia para criar a União das Freguesias de Atalaia e Alto Estanqueiro-Jardia.

## História
Atalaia surge associada ao concelho de Nossa Senhora de Sabonha (cujo território será aproximadamente os actuais municípios de Alcochete e Montijo juntos), com sede em São Francisco (Actual freguesia de São Francisco no Município de Alcochete). 
Em 1515 o rei D. Manuel I atribuiu o foral conjunto a Alcochete e Aldeia Galega (actual Montijo) criando dois novos concelhos. O concelho de Alcochete com sede na Vila de Alcochete e o concelho de Aldeia Galega (actual Montijo) com sede na mesma localidade. O motivo desta separação foi para poder dar maior destaque às duas localidades que assumiam destaque ao nível do crescimento populacional e importância económica na região. Desta forma, foi negociado que para que Alcochete ficasse com a freguesia de São Francisco (a uma distância mais curta em relação a Alcochete do que a Aldeia Galega) seria dado à Aldeia Galega a freguesia de Atalaia.

## População
| População da freguesia de Atalaia | População da freguesia de Atalaia | População da freguesia de Atalaia | População da freguesia de Atalaia | População da freguesia de Atalaia | População da freguesia de Atalaia | População da freguesia de Atalaia | População da freguesia de Atalaia | População da freguesia de Atalaia | População da freguesia de Atalaia | População da freguesia de Atalaia | População da freguesia de Atalaia | População da freguesia de Atalaia | População da freguesia de Atalaia | População da freguesia de Atalaia |
| --------------------------------- | --------------------------------- | --------------------------------- | --------------------------------- | --------------------------------- | --------------------------------- | --------------------------------- | --------------------------------- | --------------------------------- | --------------------------------- | --------------------------------- | --------------------------------- | --------------------------------- | --------------------------------- | --------------------------------- |
| 1864                              | 1878                              | 1890                              | 1900                              | 1911                              | 1920                              | 1930                              | 1940                              | 1950                              | 1960                              | 1970                              | 1981                              | 1991                              | 2001                              | 2011                              |
|                                   |                                   |                                   |                                   |                                   |                                   |                                   |                                   |                                   |                                   |                                   |                                   | 1 090                             | 1 312                             | 2 239                             |

Freguesia criada pela Lei nº 134/85, de 4 de Outubro, com lugares da freguesia do Montijo
| Distribuição da População por Grupos Etários | Distribuição da População por Grupos Etários | Distribuição da População por Grupos Etários | Distribuição da População por Grupos Etários | Distribuição da População por Grupos Etários | Distribuição da População por Grupos Etários | Distribuição da População por Grupos Etários | Distribuição da População por Grupos Etários | Distribuição da População por Grupos Etários | Distribuição da População por Grupos Etários |
| -------------------------------------------- | -------------------------------------------- | -------------------------------------------- | -------------------------------------------- | -------------------------------------------- | -------------------------------------------- | -------------------------------------------- | -------------------------------------------- | -------------------------------------------- | -------------------------------------------- |
| Ano                                          | 0-14 Anos                                    | 15-24 Anos                                   | 25-64 Anos                                   | > 65 Anos                                    |                                              | 0-14 Anos                                    | 15-24 Anos                                   | 25-64 Anos                                   | > 65 Anos                                    |
| 2001                                         | 186                                          | 156                                          | 754                                          | 216                                          |                                              | 14,2%                                        | 11,9%                                        | 57,5%                                        | 16,5%                                        |
| 2011                                         | 468                                          | 175                                          | 1 308                                        | 288                                          |                                              | 20,9%                                        | 7,8%                                         | 58,4%                                        | 12,9%                                        |

## Património
- Santuário de Nossa Senhora da Atalaia e os três cruzeiros.
- Monumento a Álvaro Tavares Mora: é da autoria do pintor e escultor Laureano Ribatua. Composto em bronze e calcário moleanos para a sua concepção. Foi inaugurada a 24 de Agosto de 2001. Está localizada na Praça dos Operários. [3]

## Festas
No último fim-de-semana de Agosto realiza-se a Festa de Nossa Senhora da Atalaia, que dura quatro dias. É considerada a romaria mais antiga realizada no sul do país.